# Spinellihelea brevicosta
Spinellihelea brevicosta är en tvåvingeart som beskrevs av Borkent, Grogran och C. Picado 2008. Spinellihelea brevicosta ingår i släktet Spinellihelea och familjen svidknott.
Artens utbredningsområde är Costa Rica. Inga underarter finns listade i Catalogue of Life.